# Guilleaume (Unternehmerfamilie)
Die deutsche Unternehmerfamilie Guilleaume ist eng mit der Firmengeschichte von Felten & Guilleaume verbunden, einem Unternehmen der Hanfseil-, Draht-, Drahtseil- und Kabelfertigung in Köln, das insbesondere im 19. und 20. Jahrhundert führend in der Seil- und Kabelherstellung war.

## Geschichte
Die Ursprünge des Unternehmens Felten & Guilleaume lassen sich auf Johann Theodor Felten (1747–1827) zurückführen. Felten war seit dem Ende des 18. Jahrhunderts als Seilermeister in Köln tätig und produzierte Kordeln, Bindfäden und leichte Seile, belieferte andere Seiler mit Rohmaterial und beschäftigte diese im Verlagssystem. Nachdem Feltens letzter Sohn Adolf Felten gestorben war, wurde der Schwiegersohn Franz Karl Guilleaume „der Ältere“ (1798–1837), Gemahl der Tochter Christina Felten (1788–1853), in den Betrieb aufgenommen. Theodor Felten und Karl Guilleaume gründeten im Jahre 1826 das Unternehmen „Theodor Felten & Guilleaume“.
Franz Carl Guilleaume „der Jüngere“ (1834–1887) wurde „der Siemens des Westens“ genannt, aufgrund seiner Verdienste um die Draht- und Kabelindustrie. Dessen Söhne Theodor, Max und Arnold von Guilleaume standen um die Wende zum 20. Jahrhundert an erster Stelle der Kölner Millionäre.
Seit dem Ende des 19. bzw. Beginn des 20. Jahrhunderts besaßen die Guilleaumes Immobilien in Remagen. Franz Carl „der Jüngere“ kaufte die Burg Gudenau. Sein Sohn Max von Guilleaume erwarb 1895 das Gut Calmuth und ließ es zu einem repräsentativen Landhaus („Schloss Calmuth“) ausbauen und 1907 das am Rhein gelegene Schloss Marienfels, sein Bruder Arnold von Guilleaume ließ 1906–1908 das Herrenhaus Schloss Ernich erbauen und erwarb 1916/17 die angrenzende Villa Haus Herresberg.

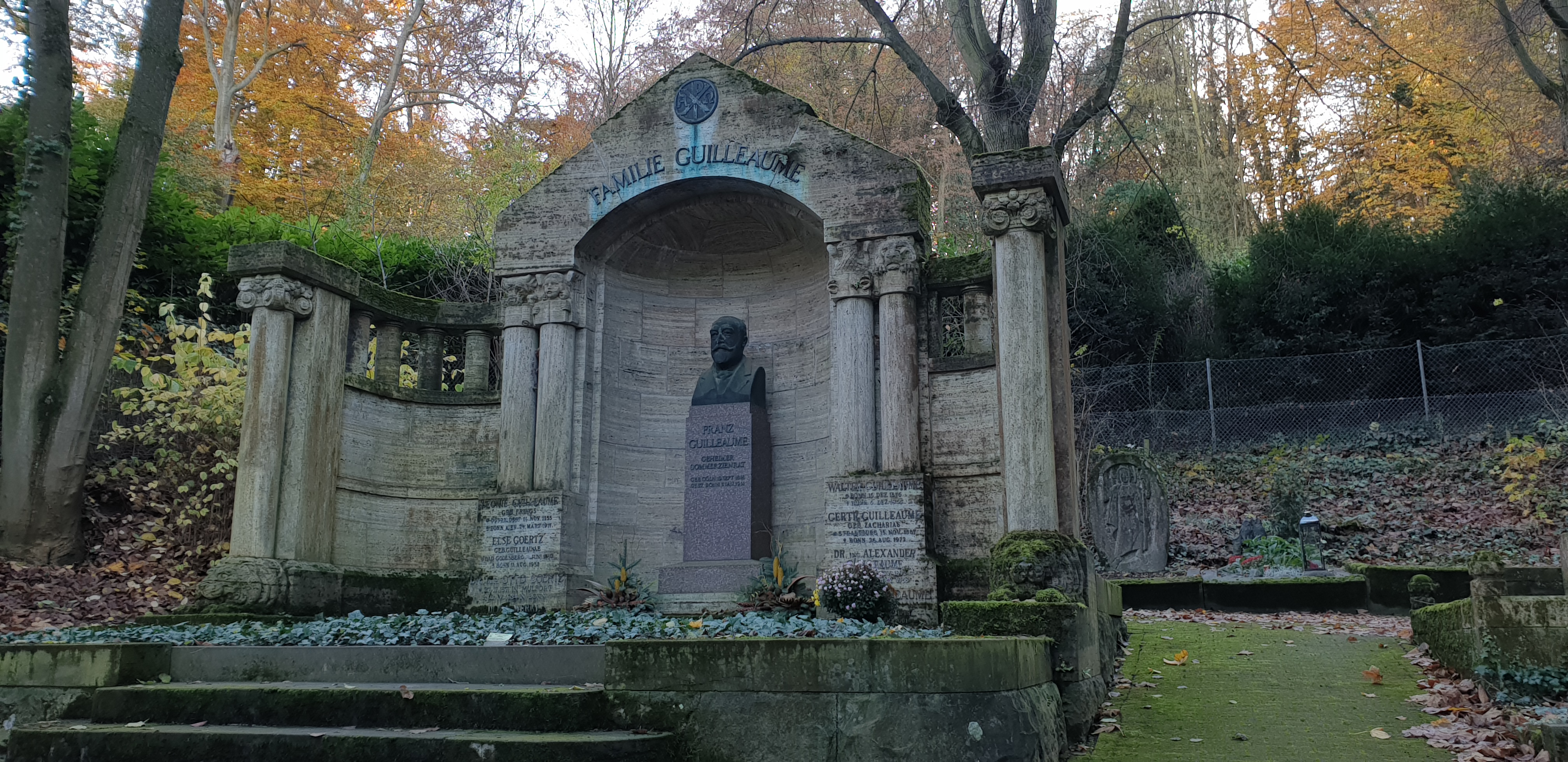
Grabstätte der Familie Guilleaume auf dem Kessenicher Bergfriedhof zu Bonn

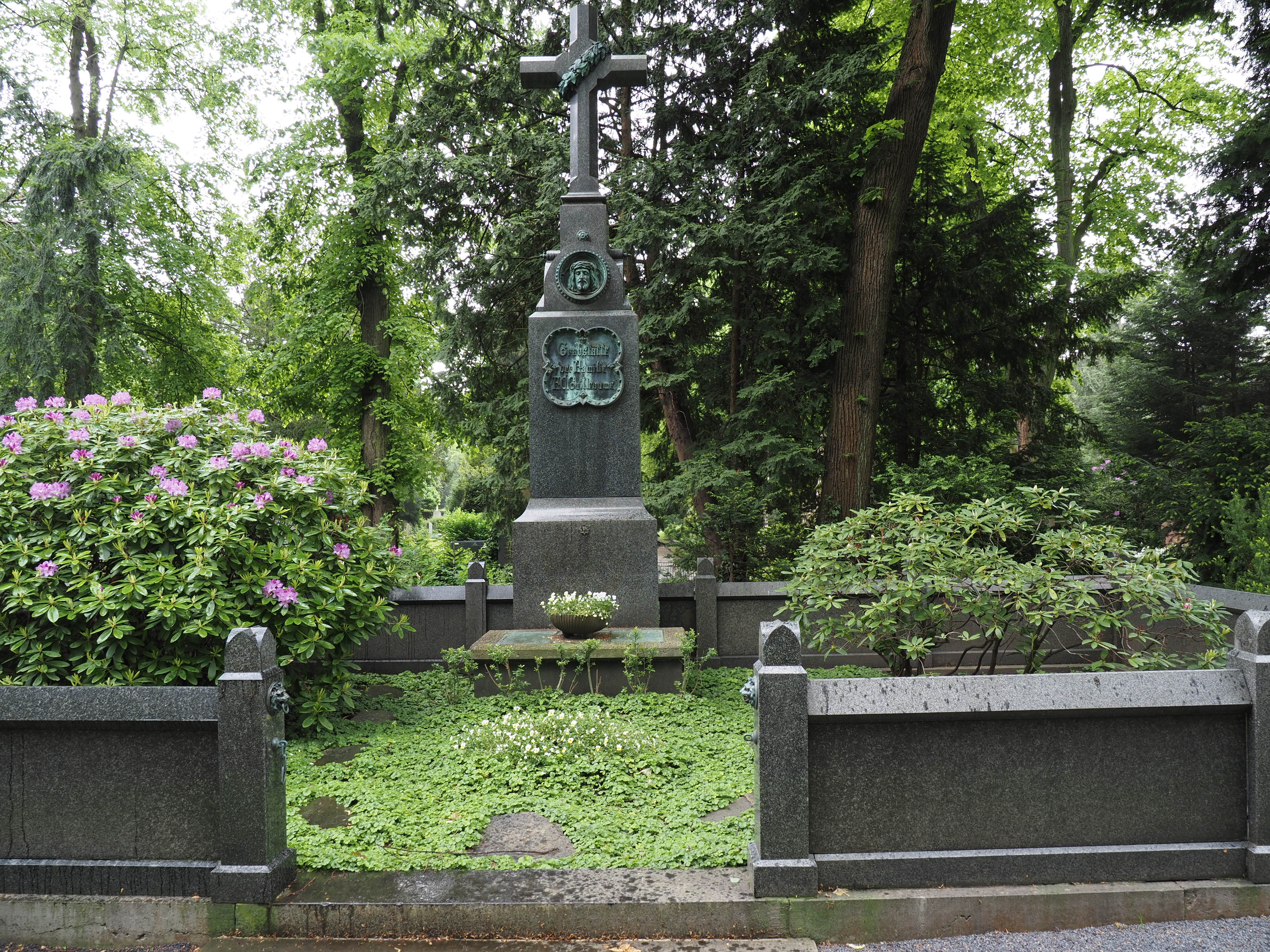
Gruft der Familie von Franz Carl Guilleaume auf Melaten in Köln

## Nachkommentafel des Christoph Guilleaume
I. Christoph Guilleaume (1741–1804; Notar in Solingen, Hilden und Haan) ⚭ Theresia Bock
II.1.  Hermann Joseph Guilleaume (1778–1856; Steuerkontrolleur und Gutsbesitzer) ⚭ Karoline Schniewind
III. Bonaventura Guilleaume (1811–1857; Kaufmann in Köln, Gutsbesitzer und Posthalter in Engelskirchen) ⚭ Amalie Kotz (1815–1873; Tochter von Heinrich Kotz und Katharina Heuser)
IV. Emil Guilleaume (1846–1913) ⚭ Eleonore Roffers (1855–1921)
II.2. Franz Karl Guilleaume „der Ältere“ (1789–1837) ⚭ Christina Felten (1788–1853), Tochter von Johann Theodor Felten (1747–1827; Seilermeister und Fabrikant in Köln) und Elisabeth Fischer
III.1. Johann Theodor Guilleaume (1812–1879) ⚭ in erster Ehe mit Wilhelmine Dahmen (1811–1838)
IV. Franz Carl Guilleaume „der Jüngere“ (1834–1887) ⚭ Antoinette Gründgens (1837–1922), kaufte Burg Gudenau
V.1. Theodor Freiherr von Guilleaume (1861–1933; Generaldirektor des Carlswerks, 1900 Aufsichtsratsvorsitzender des Carlswerks, Geheimer Kommerzienrat) ⚭ Hortense von Mallinckrodt (1867–1950)
V.2. Hubert Julius Maximilian gen. Max von Guilleaume (* 16. Februar 1866; † 15. Juni 1932; Geheimer Kommerzienrat) ⚭ Clara Michels (1869–1930), Tochter von Gustav Michels
VI.1. Karl Gustav Maria Hubertus Antonius von Guilleaume (* 1892)
VI.2. Paul Theodor Maria Antonius von Guilleaume (1893–1970)
VI.3. Margarethe Paula Maria Antonia Hubertine von Guilleaume (* 1895)
V.3. Arnold Karl Hubert von Guilleaume (1868–1939) ⚭ Elisabeth „Ella“ Deichmann (1875–1972), Tochter des Bankiers Otto Deichmann (1838–1911)
VI.1. Erwin von Guilleaume (1897–1993)
VI.2. Irmgard „Timtam“ von Guilleaume (1899–1987)
VI.3. Joachim von Guilleaume (1901–1989)
VI.4. Herwart von Guilleaume (* 1903)
VI.5. Adalbert von Guilleaume (1909–1929)
VI.6. Arno von Guilleaume (* 1909), Zwillingsbruder des Adalbert
V.4. Josephine Emma Maria Guilleaume (* 2. September 1871) ⚭ August Neven Du Mont (1866–1909), Maler
III.1. Johann Theodor Guilleaume (1812–1879) ⚭ in zweiter Ehe mit Henriette Büttgen (1823–1902)
IV. Franz Johann Guilleaume (1848–1914), Geheimer Kommerzienrat, Inhaber der Steingutfabrik und Kunsttöpferei Franz Anton Mehlem in Bonn
III.2. Carl August Guilleaume (* 1820)